# Židovský hřbitov v Dolních Kralovicích
Židovský hřbitov se nacházel u Dolních Kralovic v okrese Benešov ve Středočeském kraji. Mezi lety 1958–1965 byl památkově chráněn.

## Historie a popis
Hřbitov byl na levém břehu řeky Želivky pravděpodobně založen v 15. století, samozřejmě ještě na původním umístění obce severně od Stříteže.
Ze 147 židovských obyvatel odvezených v roce 1942 do Terezína se domů vrátili pouze čtyři. Židovský hřbitov pak byl v 60. letech 20. století opuštěn kvůli stavbě přehrady Švihov, která místo v roce 1971 zatopila, a 132 zdejších náhrobků (macev) bylo převezeno do Trhového Štěpánova. Nejstarší z nich měl dataci 1644.